# Pneumonoultramicroscopicsilicovolcanoconiosis

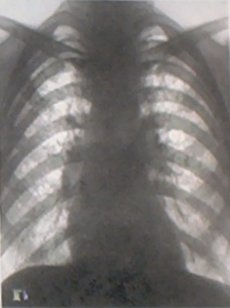
Hình chụp X-quang bệnh nhân bụi phổi

Pneumonoultramicroscopicsilicovolcanoconiosis (/ˌnjuːmənoʊˌʌltrəˌmaɪkrəˈskɒpɪkˌsɪlɪkoʊvɒlˌkeɪnoʊˌkoʊniˈoʊsɪs/ ⓘ), theo Oxford English Dictionary (Từ điển tiếng Anh Oxford) định nghĩa là một từ được nghĩ ra để chỉ "bệnh phổi gây ra bởi sự hít vào bụi silica rất mịn dẫn đến viêm phổi". Một từ thông thường dùng để chỉ triệu chứng bệnh này là "silicosis" (bệnh bụi phổi). Pneumonoultramicroscopicsilicovolcanoconiosis rất ít khi được sử dụng trong ngôn ngữ thực tế mà chỉ chủ yếu được nhắc đến vì độ dài của nó. Với 45 chữ cái, đây là từ tiếng Anh dài nhất từng xuất hiện trong từ điển tiếng Anh Oxford, được xem là từ điển tiếng Anh hoàn chỉnh nhất. Nó được nhắc tới trong nhiều phiên bản hiện hành của các từ điển tiếng Anh.

## Bệnh học
Căn bệnh này được chia làm bốn loại: Không có triệu chứng bệnh, cấp tính, gia tốc và mãn tính trong đó mãn tính là loại thường gặp nhất, nó chỉ xuất hiện khi bệnh nhân phải tiếp xúc nhiều năm với bụi silica và còn có tên khác là bệnh phổi đen (Black Lung Disease). Sau khi nhiễm vào cơ thể, bụi silica sẽ bám vào các túi phổi của buồng phổi, các tế bào bạch cầu sẽ phản ứng bằng cách sinh ra cytokine làm kích thích các nguyên bào sợi và dẫn đến chứng xơ hóa. Triệu chứng của căn bệnh này gồm ho, chứng thở gấp, chứng khó phát âm, chứng biến ăn, đau ngực và người bệnh sẽ nhạy cảm hơn với bệnh lao.
Cho đến nay bệnh bụi phổi vẫn chưa có cách chữa trị dứt điểm thực sự. Phương pháp điều trị chủ yếu tập trung vào việc giảm độ phơi với hạt, vật lý trị liệu ngực, sử dụng thuốc ngăn ho, kháng sinh, thuốc chống lao và ghép phổi.

## Lịch sử hình thành
Từ này được Everett M. Smith, chủ tịch Liên đoàn đố chữ quốc gia (National Puzzlers' League, NPL) của Hoa Kỳ, đưa ra năm 1935 trong cuộc họp thường niên của hội. Từ này đã xuất hiện trong một bài báo trên tờ New York Herald Tribune số ra ngày 23 tháng 2 năm 1935 có tựa đề "Puzzlers Open 103d Session Here by Recognizing 45-Letter Word" ("Phiên họp mở thứ 103 của Liên đoàn đố chữ quốc gia đã ghi nhận một từ có 45 chữ cái"). Sau đó từ này đã được dùng trong quyển sách đố chữ Bedside Manna đồng thời hội viên của NPL cũng vận động để nó được chính thức đưa vào các từ điển tiếng Anh chính. Kết cục là nó đã được đưa vào phần phụ chương của từ điển Merriam-Webster New International Dictionary, Second Edition ấn bản 1939.